# Liste des maires d'Épinal
Pour un article plus général, voir Épinal.
Cet article dresse une liste par ordre de mandat des maires d'Épinal.

## Liste des maires
| Période        | Période                     | Identité                  | Étiquette             | Qualité |
| -------------- | --------------------------- | ------------------------- | --------------------- | --- |
| 4 février 1790 | octobre 1791                | Donat Vosgien             |                       | |
| novembre 1791  | 1799                        | Pierre Guilgot            |                       | |
| 1800           | 1802                        | Christophe Denis          |                       | |
| 1802           | 1815                        | Claude de Launoy          |                       | |
| mai 1815       | juillet 1815                | Sébastien Bérard          |                       | |
| août 1815      | mai 1816                    | Claude de Launoy          |                       | |
| mai 1816       | mars 1818                   | Dieudonné Abram           |                       | |
| 1818           | 1821                        | Jean Drouel               |                       | |
| avril 1821     | mars 1824                   | Ruault                    |                       | |
| mars 1824      | 1830                        | Charles de Chambon        |                       | |
| septembre 1830 | novembre 1834               | Fortunat Pellicot         |                       | |
| février 1835   | 1840                        | Éloi Lehec                |                       | |
| août 1840      | février 1841                | Joseph Colin              |                       | |
| novembre 1841  | 1843                        | Pierre Adam               |                       | |
| 1843           | février 1848                | Joseph Collenne           |                       | |
| février 1848   | 1848                        | Eugène Jeanmaire          | Républicain           | Avocat |
| mai 1848       | juin 1848                   | Jules Mougin              |                       | Rentier Conseiller général d'Épinal (1848 → 1852) |
| 4 août 1848    | mars 1852                   | Joseph Claudel            |                       | |
| mars 1852      | mai 1862                    | Joseph Ferry              |                       | |
| mai 1862       | juin 1866                   | François Maud’Heux        |                       | Avocat Conseiller général d'Épinal (1838 → 1848) Président du Conseil général de la Meuse (1843) |
| Janvier 1867   | avril 1871                  | Christian Kiener          | Impérialiste          | Industriel du textile Ancien maire d'Eloyes (1861 → 1866) |
| juin 1871      | janvier 1874                | Jacques Pentecôte         |                       | Conseiller d'arrondissement du canton d'Épinal |
| février 1874   | janvier 1881                | Jean-Baptiste Huot        |                       | |
| janvier 1881   | mai 1883                    | Pierre-Arthur Florion     | Républicain           | Industriel Conseiller général d'Épinal (1889 → 1895) |
| mai 1883       | mai 1888                    | August Ohner              |                       | |
| mai 1888       | mai 1892                    | Charles Gérard-George     |                       | |
| mai 1892       | mai 1900                    | Georges Juillard-Hartmann | Républicain           | Industriel cotonnier français, dirigeant d'organisations patronales, philanthrope Commandeur de la Légion d'honneur                                                                                                 |
| mai 1900       | septembre 1911              | Émile Stein               | FR                    | Notaire puis banquier Mort en fonction. |
| novembre 1911  | novembre 1914               | Stanislas Merklen         |                       | |
| novembre 1914  | décembre 1919               | Paul Mieg                 |                       | |
| décembre 1919  | octobre 1938                | Augustin Baudouin         | Alliance démocratique | Ancien entrepreneur de travaux publics, propriétaire-rentier |
| 1938           | 1941                        | Léon Schwab,              |                       | Négociant en tissus, puis avocat Commandeur de la Légion d'honneur, croix de guerre 1914-1918 Révoqué comme Juif par le Régime de Vichy                                                                             |
| mars 1941      | septembre 1944              | August Thiétry            |                       | Chef de division honoraire à la préfecture Ancien maire-adjoint Nommé par le Régime de Vichy |
| septembre 1944 | 1944                        | Henry Najean              |                       | avocat, musicien, homme de lettres, Résistant Nommé par le Comité local de libération |
| 1944           | 1945                        | Léon Schwab,              | MRP                   | Négociant en tissus, puis avocat, résistant Commandeur de la Légion d'honneur, croix de guerre 1914-1918 |
| 1945           | 1947                        | Alfred Thinesse           | MRP                   | Médecin, Résistant Chevalier de la Légion d'honneur, croix de guerre 1914-1918 |
| 1947           | 1959                        | Charles Guthmüller        | RPF-RS                | Chef d'entreprise Député des Vosges (1re circ.) (1951 → 1955, 1958 → 1962) Conseiller général de Dompaire (1949 → 1955)                                                                                             |
| 1959           | mars 1977                   | André Argant              | MRP, CD puis CDS      | Professeur Conseiller régional (1974-1977) |
| mars 1977      | mars 1983                   | Pierre Blanck,            | PS                    | Fonctionnaire des Postes Conseiller général d'Épinal-Est (1973-1985) |
| mars 1983      | novembre 1997,              | Philippe Séguin,          | RPR                   | Député des Vosges (1re circ.) (1978 → 2002) Conseiller régional de Lorraine (1979 → 1986) Ministre des Affaires sociales et de l'Emploi (1986-1988) Président de l'Assemblée nationale (1993 → 1997) Démissionnaire |
| novembre 1997  | juillet 2020                | Michel Heinrich           | RPR puis UMP → LR     | Pharmacien Député des Vosges (1re circ.) (2002 → 2017) Président de la CA d'Épinal (2013 → ) Président du pôle métropolitain du Sillon Lorrain (2020 → 2022)                                                        |
| juillet 2020   | En cours (au 11 avril 2024) | Patrick Nardin            | LR puis DVD           | Directeur régional d'un établissement bancaire |